# Juventus FC (Managua)
Juventus Fútbol Club – nikaraguański klub piłkarski z siedzibą w stołecznym mieście Managua. Występuje w rozgrywkach Segunda División. Domowe mecze rozgrywa na obiekcie Estadio Arnoldo Matty Chávez.

## Osiągnięcia

### Krajowe
- Liga Primera

| zwycięstwo (2):     | 1993, 1994  |
| drugie miejsce (3): | brak danych |

## Historia
Zespół został założony w 1977 roku. Odnosił duże sukcesy w latach 90. XX wieku, kiedy wywalczył dwa mistrzostwa Nikaragui (1993, 1994) oraz brał udział w kilku edycjach Pucharu Mistrzów CONCACAF. Występował w najwyższej klasie rozgrywkowej do drugiej połowy lat 90.
Następnie Juventus odbudował się w niższych ligach. W 2009 roku wywalczył awans do drugiej ligi nikaraguańskiej, a w 2011 roku awansował na najwyższy szczebel. Grał w niej przez kolejne dwanaście lat (2011–2023), po czym zanotował relegację do drugiej ligi.

### Rozgrywki międzynarodowe
| Sezon | Rozgrywki                | Runda | Klub         | Dom | Wyjazd   | Ogólnie |
| ----- | ------------------------ | ----- | ------------ | --- | -------- | ------- |
| 1990  | Puchar Mistrzów CONCACAF | 1R    | Olimpia      | wo  | wo       | wo      |
| 1993  | Puchar Mistrzów CONCACAF | QR    | Plaza Amador | 0:5 | 0:4      | 0:9     |
| 1994  | Puchar Mistrzów CONCACAF | 1R    | Aurora       | 0:5 | 0:4      | 0:9     |
| 1995  | Puchar Mistrzów CONCACAF | 1R    | Projusa      | 1:1 | 1:2 (pd) | 2:3     |
| 1996  | Puchar Mistrzów CONCACAF | 1R    | Sacachispas  | 1:3 | 2:2      | 3:5     |